# Liste des évêques de Carpentras
Pour un article plus général, voir Ancien diocèse de Carpentras.
Liste des évêques de Carpentras
(Dioecesis Carpentoractensis)
L'évêché a été supprimé le 29 novembre 1801 et son territoire diocésain rattaché à celui de l'archidiocèse d'Avignon. En 2009, il est restauré comme siège titulaire.

## Sont évêques

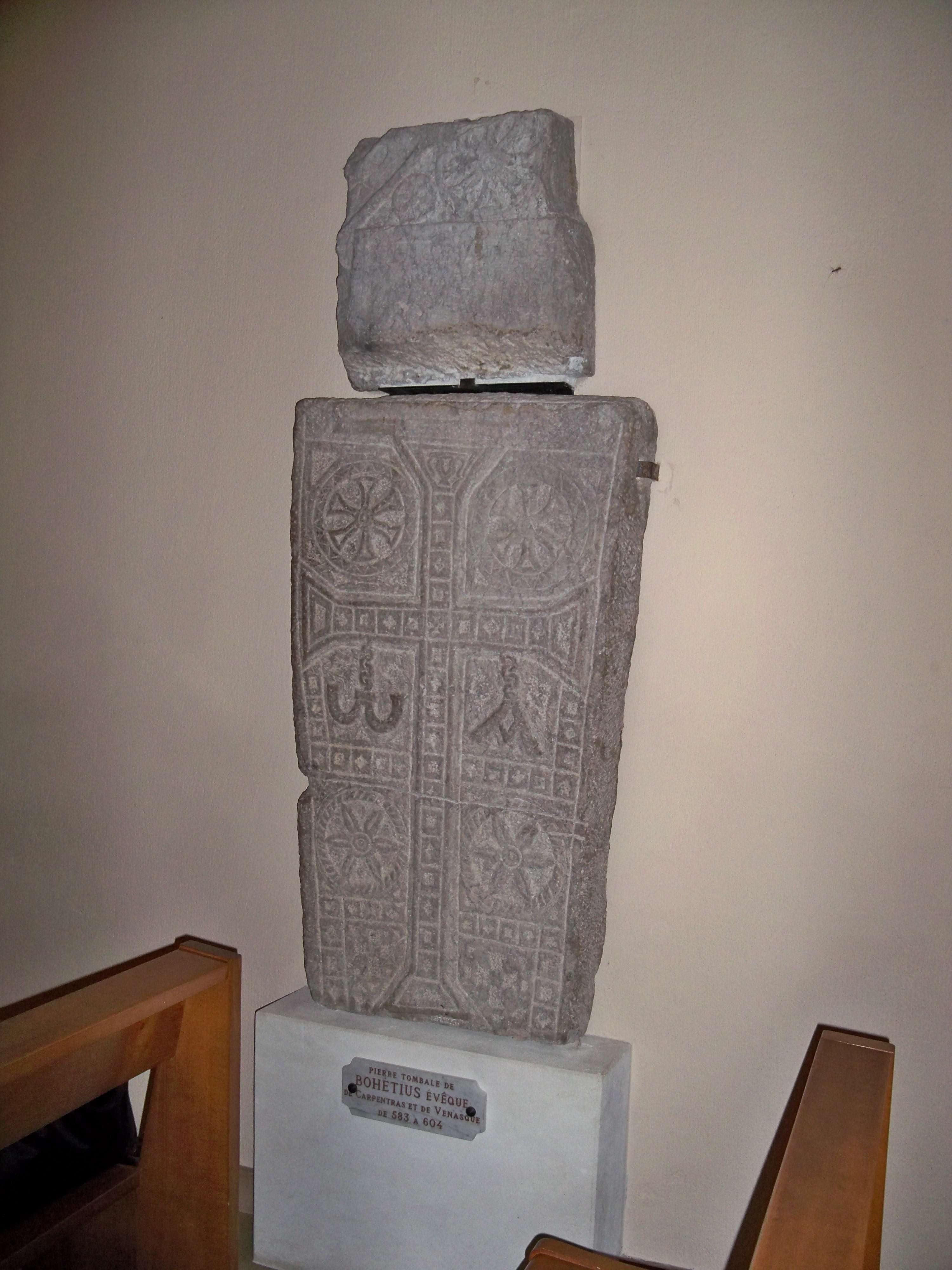
Pierre tombale de Boetius, inhumé à Venasque

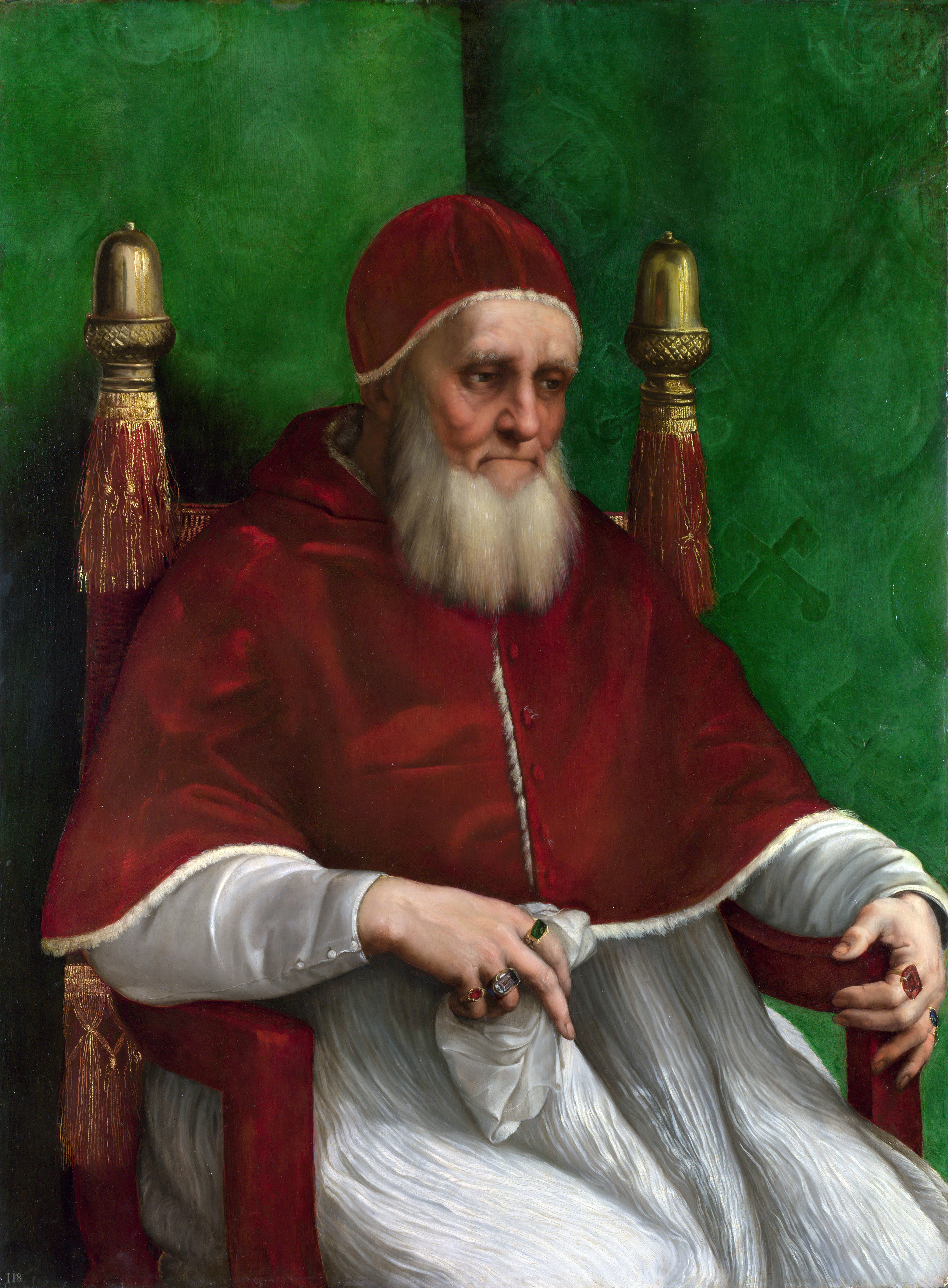
Giuliano della Rovere, 1475-1476
futur pape Jules II

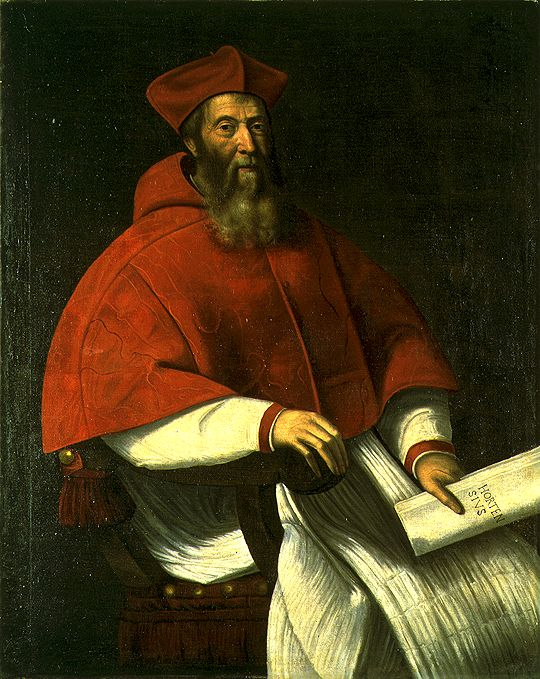
Jacques II Sadolet, 1517-1540

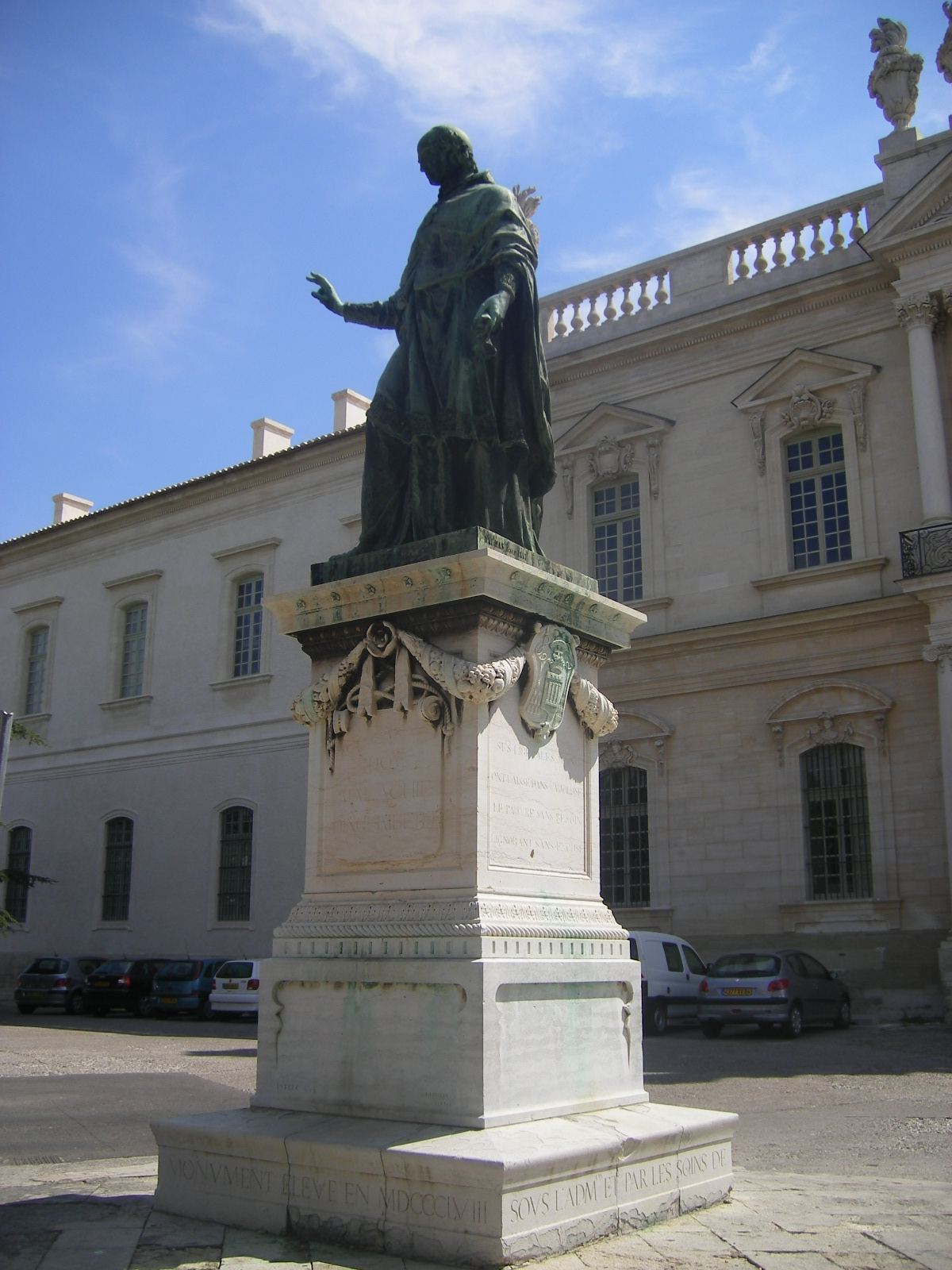
Statue de Joseph-Dominique d'Inguimbert
devant l'Hôtel-Dieu de Carpentras

- vers 280 : saint Valentin (ou Valentinus), martyr.
- Constantinus, représenté au concile de Riez (439), signataire au Concile d'Orange (441) et de Vaison (442)[1]
- ? - 473: saint Antonin
- 482[2] ou vers 483[3]-529 : Julien Ier[4] (ou Julianus)
- 529-536 : Principius
- 536-† vers 540 : saint Siffrein[5] (ou Suffredus[6])
- vers 540[3] ou 541[2]-550[2] ou 555[3] : Clément[5] (ou Clematius[7] ou Clamatius[6] ou Clemens[8]) ; participe au concile de Paris (553) ;
- vers 573 : Tétrade (ou Tetradius)
- 583-590 : Boetius, ou Behotius ou Boethius[9]
- vers 590 : Aufroi Ier[5] (ou Odofridus[6])
- vers 604 : Georges Ier (ou Georgius)
- vers 630 : Pierre Ier (ou Petrus)
- vers 640 : Dominique (ou Dominicus)
- vers 648[3] ou 660[2] : Lizier[5] (ou Licerius[6])
- vers 664 : Paul Ier (ou Paulus)
- vers 686 : Anastase (ou Anastasius)
- vers 702 : Innocent Ier (ou Innocentius)
- vers 730 : Odoard[5] (ou Odoardus[6], ou Oloradus[8])
- vers 747 : Aufroi II[5] (ou Hotfridus[6])
- vers 770 : Agapit[5] (ou Agapetus[6])
- vers 781[2] ou 788[3] : Aimé (ou Amatus)
- vers 791 : Antoine (ou Antonius)
- vers 813 : Jean Ier (ou Joannes)
- vers 831 : Albert (ou Albertus)
- vers 857 : Philippe (ou Philippus)
- vers 867[3] ou 880[2] : Jean II (ou Joannes)
- vers 882 : Bérenger Ier (ou Berengarius)
- 891[3]-895[2] ou 896[3] : François Ier[5] (ou Franco[6])
- vers 914 : Bernard (ou Bernardus)
- vers 916 : Herifonse[10]
- vers 932 : Gui (ou Guido)
- 948-vers 982[3] ou 990[2] : Ayrard[5] (ou Airardus[6])
- 994-1006 : Étienne[5] (ou Stephanus[6])
- vers 1035 : Matthieu (ou Matthaeus)
- 1040-1056 : François II[5] (ou Franco[6])
- 1056-1066 : Jules (ou Julius)
- vers 1068 : Guillaume Ier (ou Guilielmus)
- vers 1095 : Arnould[5] (ou Arnulfus[6])
- vers 1120 : Geoffroi Ier[5] (ou Gaufredus[6])
- 1121-1142 : Gaspard Ier[5] (ou Casparus[6], ou Artaldus[8])
- 1142-janvier 1170 : Raimond Ier (ou Raymundus)
- vers 1173 : Guillaume II de Risole (ou Guilielmus)
- vers 1175 : Pierre II (ou Petrus)
- vers 1178 : Raimbaud[5] (ou Raimboldus[6])
- ?-1184 : Innocent II[11] (ou Innocentius)
- vers 1185 : André[11] (ou Andreas)
- vers 1200-vers 1211[12] : Geoffroi II[5] (ou Gaufredus[6])
- 1211-1218 : Guillaume III (ou Guilielmus)
- 1224-1228 : Isnard (ou Isnardus)
- vers 1229[3] ou 1230[2] : Bertrand (ou Bertrandus)
- 1233-1258 : Guillaume IV Béroard[5] (ou Guilielmus Beroaldi[6]), vivait encore en 1265.
- 1258-1262 : Guillaume V de Barjols[5] (ou Guilielmus de Barjole[6])
- 1263-1273 : Raimond II de Barjols[5] (ou Raymundus de Barjole[6])
- vers 1278[2] ou 1279[3] : Pierre III Rostaing (ou Petrus)
- 1280-1288 : Raimond III de Mazan (ou Raymundus)[13]
- vers 1292[2] ou avant 1294[3]-1316[3] ou 1317[2] : Bérenger II de Mazan (ou Berengarius), dit Bérenger Forneri.
- vers 1318-vers 1326[3] ou 1328[2] : Eudes (ou Otto[8])
- 1330-vers 1337[3] ou 1345[2] : Hugues (ou Hugo)
- 1347-vers 1356 : Geoffroi III[5] (ou Gaufredus[6])
- 1358[2] ou 1359[3]-1365[2] ou 27 juin 1371[3] : Jean Roger III de Beaufort, frère du pape Grégoire XI.
- 1365-1375 : Jean IV Flandrini[14] (épiscopat douteux)
- 4 juillet 1371[3] ou 1375[2]-22 décembre 1375[3] ou 1376[2] : Guillaume VI de L'Estrange
- 9 janvier 1376[3] ou 1377[2]-1394[2] ou 5 novembre 1397[3] : Pierre IV Laplotte[15] (ou Petrus) († 1398)
- 1399-1406 : Jean V (ou Joannes)
- 1406-1407 : Paul II Camplon[5] (ou Paulus de Camplon[6])
- 1408-1410 : Pierre V de Luna (ou Petrus) (l'antipape Benoît XIII).
- 1411-1415 : cardinal Louis Ier de Fiesque[5] (ou Ludovicus de Fieschi[6]) († 1423)
- vers 1420 : Charles Le Double (ou Carolus)
- 12 août à † novembre 1424 : Jacques Ier Camplon[5] (ou Jacobus de Camplon[6])
- 11 juin 1426-1446[2] ou 1447[3] : Sagax de Conti[6] (ou Sagax de Comitibus[5])
- 1447-1448 : Barthélemi Vitelleschi (ou Batholomeus)
- 1448-1449 : Guillaume VII Soibert[5] (ou Guilielmus Sorbert[6])
- 1449-† 1452 : Georges II d'Ornone (ou Georgius)
- 1452-vers 1457[3] ou vers 1474[2] : Michel L'Anglais[5] (ou Michaelus Anglicus[6])
- vers 1475 : Jean VI de Montmirail (ou Joannes)
- 1475-1476[16] : cardinal Julien II de La Rovère (ou Julianus) (le pape Jules II).
- 1476-1481 : Frédéric de Saluces
- 1482-1514 : Pierre V de Valetariis (ou Pietrus)
- 1517-1540[3] ou † 18 octobre 1547[2] : cardinal (1536) Jacques II Sadolet (ou Jacopo Sadoleto)
- 1541[3] ou 1547[2] - 1569 : Paul III Sadolet (ou Paulus Sadolet, ou Paolo Sadoleto)
- 1569-† mars 1596 : Jacques III Sacratus (ou Jacobus)
- 1596-1615 : Horace Capponi (ou Horatius, ou Horace Caponi[17])
- 1616-1630 : Cosme Bardi[5] (ou Cosmas des Bardi[6])
- 1630-† 25 mai 1657 : cardinal (1633) Alexandre Bichi (ou Alexander)
- 1657-† 1661 : Louis II de Fortia-Montréal (ou Ludovicus)
- 28 septembre 1665-† 6 décembre 1684 : Gaspard II de Lascaris de Vintimille[18] (ou Casparus Lascaris de Castellar[6])
- 10 novembre 1687-27 novembre 1690 : cardinal (14 novembre 1689) Marcel Durazzo (ou Marcello Durazzo) († 27 avril 1710)
- 1691-† 22 avril 1710 : Laurent Buti[5] (ou Laurentius Buti[6], ou Laurent Buzzi (Butius)[17])
- 21 juillet 1710-† 22 avril 1735 : François-Marie Abbati[17] (ou Francesco-Maria[6] de Abbatibus[5])
- 11 mai 1735-† 6 septembre 1757 : Joseph-Dominique d'Inguimbert[17] (ou Dominique-Joseph-Malachie d'Inguimbert[5], ou Dominicus-Joannes-Maria d'Inquembert[6])
- 12 décembre 1757-10 juillet 1776 : Joseph Ier Vignoli[19]
- 16 septembre 1776-1791 : Joseph II de Beni (ou Joseph-Vincent de Beni[17]), dernier évêque avant la suppression du siège (titulaire jusqu'à la date de suppression).

## Comme siège titulaire
En janvier 2009, le siège est restauré comme siège titulaire.